# Aérodrome de Røst
L'aérodrome de Røst ( norvégien : Røst lufthavn  ; code IATA : RET • code OACI : ENRS       ) est un aéroport régional desservant la municipalité de Røst dans le comté du Nordland, en Norvège. L'aéroport est situé sur le bord nord de l'île principale de Røstlandet, juste au nord du village principal de Røstlandet . Il est exploité par la société d'État Avinor et a accueilli 9889 passagers en 2014.

## Situation

### Carte des aéroports en Norvège
Carte des principaux aéroports de Norvège (en 2019)
Le Svalbard n'est pas ici en coordonnées géographiques exactes.
| Oslo-Gardermoen Bergen Stavanger Trondheim Tromsø Bodø Sandefjord Moss Kristiansand Ålesund Haugesund Harstad/Narvik Molde Kristiansund Alta Kirkenes Bardufoss Florø Hammerfest Svalbard Plus de 10 millions Plus de 5 millions Plus de 1 million Plus de 0,4 million Moins de 0,4 million Fermé |

## Compagnies et destinations
| Compagnies | Destinations                |
| ---------- | --------------------------- |
| Widerøe    | Bodø, Svolvaer (Helle) (en) |

Actualisé le 25/02/2023

## Statistiques
Pour des raisons techniques, il est temporairement impossible d'afficher le graphique qui aurait dû être présenté ici.

Voir la requête brute et les sources sur Wikidata.